# KFE JAPAN
KFE JAPAN株式会社（ケイ・エフ・イー・ジャパン、英: KFE JAPAN Co., Ltd.）は、東京都港区虎ノ門に本社を置くプリント基板製造委託・販売企業である。

## 沿革
- 2000年1月設立。当初は横浜市都筑区にあり、「協栄二葉エンジニアリング」として設立された。同年5月に港北区に移転。
- 2001年8月　香港の現地法人を子会社化
- 2002年　デジタル商品事業部の元母体となる「ユビキタスプラットホーム」事業部を立ち上げ、デジタルエンターテインメント商品の開発に力を入れる。
- 2004年2月　プリント基板管理機能を充実させるため香港現地法人の子会社を深圳市に設立。また、9月にタイ・バンコク市に現地法人を立ち上げる。
- 2004年7月　社名を協栄二葉エンジニアリングの頭文字から「KFE JAPAN」に変更する
- 2006年11月　名古屋証券取引所新興市場・セントレックス上場。
- 2007年5月　光学機器・デジタル家電部門エグゼモードを展開するデジタルアプライアンス事業部を設立し、同年10月にエグゼモード株式会社に分社化。
- 2009年9月　保有するエグゼモードの全株式をフリービット株式会社へ譲渡。
- 2012年2月1日　名古屋証券取引所セントレックス市場の上場廃止。前年10月から、時価総額に係る猶予期間入り銘柄に指定されていたが、期間の延長に必要な「事業計画の改善等に関する書面」を提出しない旨を表明していた。
- 2014年1月　本社を港区虎ノ門に移転。